# Intercontinental Hotel and Casino
L'Intercontinental Hotel and Casino est un gratte-ciel construit en 2014 à Luanda en Angola. Il abrite, comme son nom l'indique, un hôtel, de 389 chambres et un casino. 